# Bodycote International
Bodycote International plc ist ein britisches Unternehmen mit Firmensitz in Macclesfield, Cheshire, das international tätig ist. Das Unternehmen hat sich auf Materialveredelung durch Wärmebehandlung spezialisiert.
Bodycote International hat ca. 5000 Mitarbeiter, verteilt auf mehr als 180 Standorte in 23 Ländern.

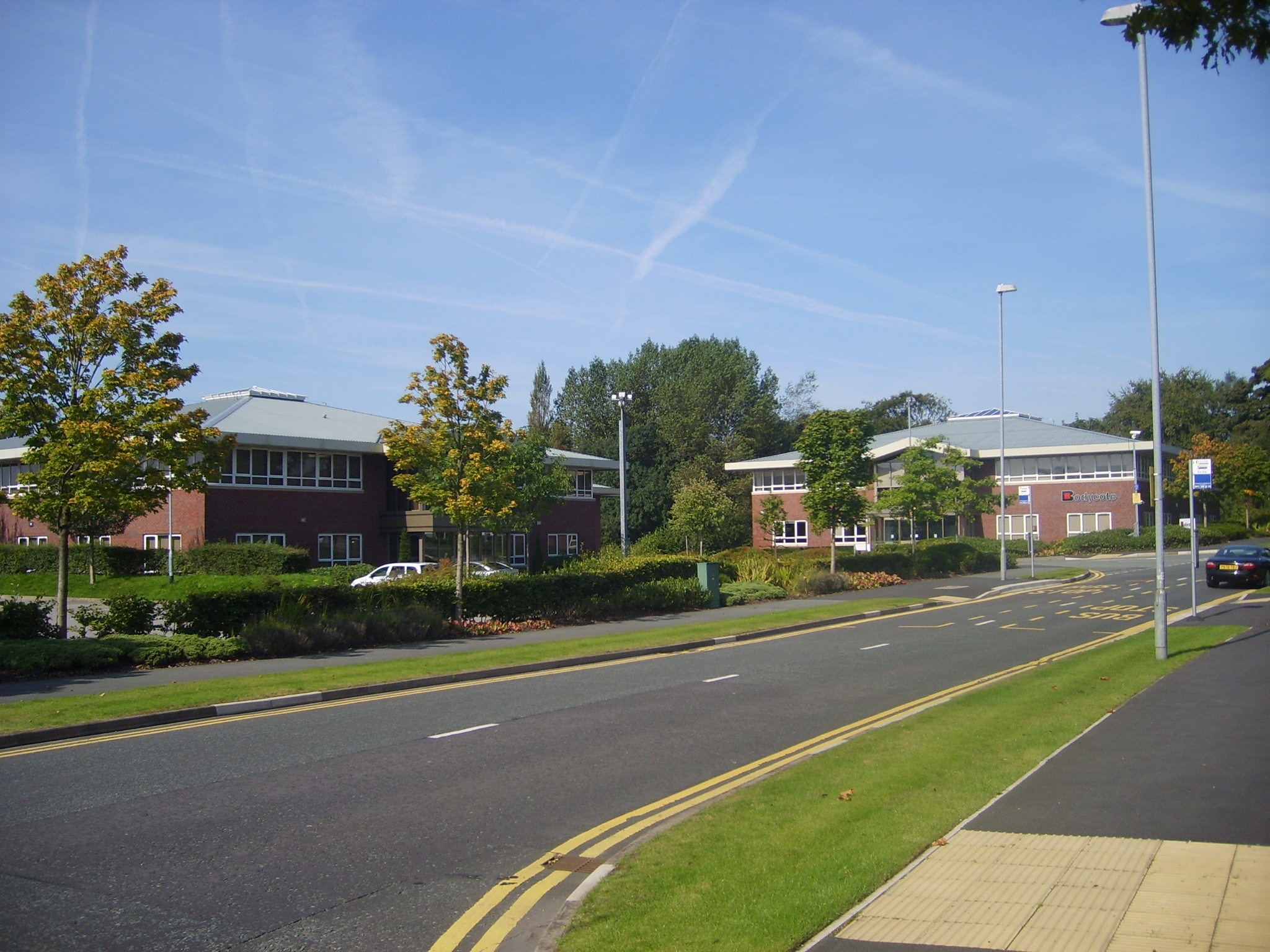
Zentralverwaltung Bodycote in Macclesfield

Die Geschäftsfelder sind Wärmebehandlung, heißisostatisches Pressen, Kolsterisieren von Edelstahl, Beschichten von Metallen sowie Materialprüfung.

## Unternehmensgeschichte
- 1923 Die Gründung erfolgte 1923 von Arthur Bodycote in Hinckley, Leicester (England) als ein textilherstellendes Unternehmen.
- 1969 Erfolgte die Fusion mit der Slater Walker Group.
- 1973 Ausgliederung aus der Slater Walker Group und Umbenennung in Bodycote International.
- 1979 Nachdem die Erträge im Textilsektor immer weiter sanken, wurde ein Neuausrichtung als Dienstleistungsunternehmen beschlossen. Dafür wurde die Blandburgh Limited übernommen. Somit war der Übergang zum Anbieter zur Wärmebehandlung von Materialien begonnen.
- 1980 Mit dem Ankauf der Zinc Alloy Rust Proofing Ltd. erfolgte der Einstieg als Anbieter von Oberflächenvergütungen.
- 1983 Die Nemo Heat Treatments wurde übernommen. Die Firma bot als erstes auf dem englischen Markt Vakuumwärmebehandlung an. Damit wurde ein weiterer Unternehmenssektor geschaffen.
- 1992 begann die Expansion ins Ausland durch Ankauf der Industrial Materials Technology Inc., eines nordamerikanischen Unternehmens mit Niederlassung in Belgien.
- 1997 Verkauf der letzten Textilwerke. Damit war die Neuausrichtung vollzogen.